# Tsaghkaber
Tsaghkaber là một đô thị thuộc tỉnh Lori, Armenia. Dân số ước tính năm 2011 là 1342 người.